# Konvict Muzik
Konvict Muzik är ett skivbolag skapat av R&B och pop-artisten Akon. Populära musikartister som bolaget har haft kontrakt med inkluderar: T-Pain, Ray Lavender, Kardinal Offishall och Colby O'Donis.

## Artister
- Akon (CEO)
- A-Wax
- American Yard
- Brick & Lace
- Colby O'Donis
- Kardinal Offishall
- Flipsyde
- Kat DeLuna
- Lady GaGa
- Nivea
- Ray Lavender
- Red Cafe
- Rock City
- Sway DaSafo
- Tariq L.
- T-Pain
- Tami Chynn
- Dolla
- Glowb
- Gypsy Stokes
- Qwes
- Benny-D
- Gibson

T-Pain, Nivea, Lyfe Jennings och Dolla är även kontrakterade hos skivbolaget Jive.